# Генеральная прокуратура Беларуси
Прокурату́ра Респу́блики Белару́сь (бел. Пракуратура Рэспублікі Беларусь) — единая и централизованная система органов, осуществляющих от имени государства надзор за точным и единообразным исполнением нормативных правовых актов на территории Республики Беларусь, а также выполняющих иные функции, установленные законодательными актами.
Правовую основу деятельности прокуратуры составляют Конституция Республики Беларусь, Закон Республики Беларусь от 8 мая 2007 года "О прокуратуре Республики Беларусь" и иные законодательные акты, определяющие компетенцию, организацию, порядок деятельности прокуратуры и полномочия прокурорских работников, а также международные договоры Республики Беларусь.

## Задачи и направления деятельности
Задачами прокуратуры являются обеспечение верховенства права, законности и правопорядка, защита прав и законных интересов граждан и организаций, а также общественных и государственных интересов.
В целях выполнения этих задач прокуратура осуществляет надзор за:
- точным и единообразным исполнением законов, декретов, указов и иных нормативных правовых актов республиканскими органами государственного управления и иными государственными организациями, подчиненными Совету Министров Республики Беларусь, местными представительными, исполнительными и распорядительными органами, общественными объединениями, религиозными организациями и другими организациями, должностными лицами и иными гражданами, в том числе индивидуальными предпринимателями;
- исполнением законодательства при осуществлении оперативно-розыскной деятельности;
- исполнением закона в ходе досудебного производства, при производстве предварительного следствия и дознания;
- соответствием закону судебных постановлений, а также за соблюдением законодательства при их исполнении;
- соблюдением законодательства при исполнении наказания и иных мер уголовной ответственности, а также мер принудительного характера.

Прокуратура координирует правоохранительную деятельность государственных органов, осуществляющих борьбу с преступностью и коррупцией, а также деятельность по борьбе с преступностью иных организаций, участвующих в борьбе с преступностью, деятельность по профилактике правонарушений.
Прокуратура проводит предварительное следствие в случаях, предусмотренных Уголовно-процессуальным кодексом Республики Беларусь.
Прокуроры принимают участие в рассмотрении судами гражданских дел, дел, связанных с осуществлением предпринимательской и иной хозяйственной (экономической) деятельности, поддерживают государственное обвинение по уголовным делам, участвуют в административном процессе в соответствии с Гражданским процессуальным кодексом Республики Беларусь, Хозяйственным процессуальным кодексом Республики Беларусь, Уголовно-процессуальным кодексом Республики Беларусь и Процессуально-исполнительным кодексом Республики Беларусь об административных правонарушениях.

## Система
Единую и централизованную систему органов прокуратуры составляют Генеральная прокуратура, прокуратуры областей, города Минска, являющиеся юридическими лицами, прокуратуры районов, районов в городах, городов, межрайонные и приравненные к ним транспортные прокуратуры, а также иные государственные организации, созданные в системе органов прокуратуры по решению Президента Республики Беларусь.

## Организация деятельности
Генеральная прокуратура — центральный орган системы органов прокуратуры:
- контролирует работу органов прокуратуры, обеспечивает координацию и согласованность действий органов прокуратуры по основным направлениям их деятельности;
- анализирует практику прокурорского надзора и состояние законности в Республике Беларусь;
- взаимодействует с другими государственными органами в обеспечении законности и правопорядка;
- организует и проводит повышение квалификации прокурорских работников;
- участвует в нормотворческой деятельности;
- представляет органы прокуратуры в международных отношениях;
- выполняет иные функции, предусмотренные Законом Республики Беларусь от 8 мая 2007 года "О прокуратуре Республики Беларусь" и иными законодательными актами.

Для рассмотрения вопросов, связанных с организацией и деятельностью органов прокуратуры, образуется и действует Научно-консультативный совет при Генеральной прокуратуре.

## Коллегии
Коллегии органов прокуратуры являются совещательными органами.
В Генеральной прокуратуре образуется коллегия в составе Генерального прокурора (председатель), заместителей Генерального прокурора и иных прокурорских работников.
Персональный состав коллегии Генеральной прокуратуры Республики Беларусь утверждается Президентом Республики Беларусь по представлению Генерального прокурора. Положение о коллегии Генеральной прокуратуры Республики Беларусь утверждается Президентом Республики Беларусь.
В прокуратурах областей, города Минска образуются коллегии в составе прокурора, возглавляющего соответствующую прокуратуру (председатель), его заместителей и иных прокурорских работников.
Персональный состав коллегий утверждается Генеральным прокурором по представлению соответствующего прокурора.
На заседаниях коллегий:
- рассматриваются наиболее важные вопросы деятельности прокуратуры, требующие коллективного обсуждения и выработки решений;
- обсуждаются проекты важнейших приказов, распоряжений и указаний прокурора;
- заслушиваются отчёты и сообщения руководителей структурных подразделений прокуратуры, нижестоящих прокуроров и иных прокурорских работников, а также руководителей и иных работников государственных организаций, созданных в системе органов прокуратуры по решению Президента Республики Беларусь;
- заслушиваются сообщения и объяснения руководителей и иных должностных лиц государственных органов, иных организаций и граждан, в том числе индивидуальных предпринимателей, по вопросам исполнения законодательства.

## Полномочия
Генеральный прокурор возглавляет систему органов прокуратуры, организует и направляет работу органов прокуратуры, осуществляет контроль за их деятельностью и несёт ответственность за выполнение органами прокуратуры возложенных на них задач, издаёт приказы, распоряжения и даёт указания, обязательные для исполнения всеми прокурорскими работниками и работниками прокуратуры, а также осуществляет иные полномочия в соответствии с законодательными актами. О результатах своей деятельности ежегодно информирует Палату представителей и Совет Республики Национального собрания Республики Беларусь.
Прокуроры областей, города Минска руководят деятельностью соответствующих прокуратур и подчинённых им органов прокуратуры, издают приказы, распоряжения и дают указания, обязательные для исполнения всеми подчинёнными им прокурорскими работниками и работниками прокуратуры, а также осуществляют иные полномочия в соответствии с законодательными актами.
Прокуроры районов, районов в городах, городов, межрайонные и приравненные к ним транспортные прокуроры руководят деятельностью соответствующей прокуратуры, издают приказы, распоряжения и дают указания, обязательные для исполнения всеми подчинёнными им прокурорскими работниками и работниками прокуратуры, а также осуществляют иные полномочия в соответствии с законодательными актами.

## Прокурорский надзор
- Надзор за исполнением законодательства — точное и единообразное исполнение законов, декретов, указов и иных нормативных правовых актов республиканскими органами государственного управления и иными государственными организациями, подчинёнными Совету Министров Республики Беларусь, местными представительными, исполнительными и распорядительными органами, общественными объединениями, религиозными организациями и другими организациями, должностными лицами и иными гражданами, в том числе индивидуальными предпринимателями.
- Надзор за исполнением законодательства при осуществлении оперативно-розыскной деятельности — соответствие законодательству правовых актов и решений (действий) органов, осуществляющих оперативно-розыскную деятельность, и их должностных лиц.
- Надзор за исполнением закона в ходе досудебного производства, при производстве предварительного следствия и дознания — соответствие Уголовно-процессуальному кодексу Республики Беларусь правовых актов и решений (действий) органов предварительного следствия и органов дознания и их должностных лиц.
- Надзор за соответствием закону судебных постановлений, а также за соблюдением законодательства при их исполнении — соответствие закону приговоров, решений, определений и постановлений судов (судей) по уголовным, гражданским делам, делам, связанным с осуществлением предпринимательской и иной хозяйственной (экономической) деятельности, по делам об административных правонарушениях, а также соответствие законодательству правовых актов, решений, действий (бездействия) органов и должностных лиц, осуществляющих исполнение судебных постановлений и иных исполнительных документов.
- Надзор за соблюдением законодательства при исполнении наказания и иных мер уголовной ответственности, а также мер принудительного характера — соблюдение органами и учреждениями, исполняющими наказание и иные меры уголовной ответственности, учреждениями, исполняющими принудительные меры безопасности и лечения, принудительные меры воспитательного характера, администрациями мест содержания под стражей и лечебно-трудовых профилакториев законодательства, а также прав осуждённых, лиц, подвергнутых принудительным мерам безопасности и лечения, принудительным мерам воспитательного характера, лиц, содержащихся под стражей и в лечебно-трудовых профилакториях, и выполнение ими своих обязанностей.

## Акты прокурорского надзора
- Представление — акт прокурорского надзора, содержащий требование об устранении нарушений законодательства, причин и условий, способствующих этим нарушениям.
- Протест — акт прокурорского надзора, который приносят прокурор или его заместитель на противоречащие законодательству правовые акты и решения (действия) республиканских органов государственного управления и иных государственных организаций, подчинённых Совету Министров Республики Беларусь, местных представительных, исполнительных и распорядительных органов, других организаций, должностных лиц и индивидуальных предпринимателей.
- Постановление — акт прокурорского надзора, содержащий в зависимости от характера нарушения законодательства мотивированное решение прокурора или его заместителя о возбуждении уголовного дела, дисциплинарного производства или о привлечении лица к материальной ответственности. Постановление как акт прокурорского надзора может быть вынесено и в иных случаях выражения требования, вытекающего из полномочий прокурора.
- Предписание — акт прокурорского надзора об устранении нарушений законодательства, выносимый прокурором или его заместителем в случае нарушения законодательства, которое носит явный характер и может причинить существенный вред правам и законным интересам граждан, в том числе индивидуальных предпринимателей, и организаций, общественным и государственным интересам, если оно не будет немедленно устранено.
- Официальное предупреждение — акт прокурорского надзора о недопустимости повторного совершения должностным лицом, иным гражданином правонарушений, влекущих за собой ответственность, установленную законодательными актами, либо подготовки к совершению ими противоправных действий, объявляемый таким должностному лицу, иному гражданину в целях предупреждения совершения ими правонарушений.

## Классные чины
Классные чины прокурорских работников — это личные служебные разряды, присваиваемые прокурорским работникам в соответствии с занимаемой должностью. Порядок присвоения классных чинов определяется Положением о прохождении службы в органах прокуратуры Республики Беларусь.

## Руководство
Генеральный прокурор
- Швед Андрей Иванович

Заместители
- Дыско Геннадий Иосифович
- Стук Алексей Константинович
- Воронин Максим Валерьевич
- Хмарук Сергей Константинович

## Научно-практическая деятельность
На основании Указа Президента Республики Беларусь от 3 августа 2006 г. № 482 "О создании государственного учреждения в структуре национальных органов прокуратуры создан и действует Научно-практический центр проблем укрепления законности и правопорядка Генеральной прокуратуры Республики Беларусь, который входит в систему органов прокуратуры и подчиняется непосредственно Генеральному прокурору Республики Беларусь.
К основным задачам Центра относятся:
- осуществление криминологических исследований, направленных на решение стратегических задач в области прогнозирования основных тенденций, динамики и структуры преступности, разработка научно обоснованных предложений об усилении борьбы с преступностью, мерах по её предупреждению, укреплению законности и правопорядка, повышению эффективности прокурорского надзора, совершенствованию правоприменительной практики и законодательства;
- взаимодействие с правоохранительными и иными государственными органами, научными учреждениями, другими организациями, в том числе международными, в целях получения информации, необходимой для комплексного изучения и анализа актуальных проблем укрепления законности и правопорядка;
- обеспечение государственных органов и иных государственных организаций по их запросам криминологической информацией;
- участие в подготовке проектов нормативных правовых актов по проблемам укрепления законности, правопорядка, борьбы с преступностью, во внедрении результатов научных исследований в практическую деятельность органов прокуратуры и других правоохранительных органов, проведение криминологической экспертизы проектов нормативных правовых актов (нормативных правовых актов) в случаях и порядке, предусмотренных законодательными актами.

## Образование
- Учреждение образования "Институт переподготовки и повышения квалификации судей, работников прокуратуры, судов и учреждений юстиции Белорусского государственного университета"

## Периодическое издание
Журнал «Законность и правопорядок»  — правовой научно-практический журнал, учреждённый Генеральной прокуратурой Республики Беларусь, издаётся с 2007 года, периодичностью один раз в квартал.

## Экспозиции
- Музейная экспозиция, посвящённая истории становления и развития надзорного ведомства Беларуси[6]
- В преддверии 100-летия прокуратуры Беларуси в целях сохранения и приумножения традиций надзорного ведомства в Генеральной прокуратуре состоялась торжественная церемония открытия мемориального знака, а также закладки капсулы времени с посланием к будущему поколению прокуроров[7]

## Профессиональный праздник
26 июня — День работников прокуратуры

## Награды
- Специальная премия Президента Республики Беларусь деятелям культуры и искусства (19 декабря 2023 года) — за значительный вклад в сохранение исторической памяти и правды про Великую Отечественную войну и реализацию проектов «Последние свидетели», «Геноцид. Без права на жизнь»[8]

## Критика

### Международные санкции
Часть сотрудников Генеральной прокуратуры попала под санкции ЕС, США, Канады, Великобритании и Японии.

### Политические заказы и преследования
BYPOL установил, что в 2020 году Генеральная прокуратура осуществляла прокурорский надзор за ходом расследования в политически мотивированном уголовном преследовании Сергея Тихановского.
В результате собственного расследования BYPOL в связи с убийством Романа Бондаренко был установлен точный круг лиц, причастных к убийству. Однако Генеральная прокуратура приостановила уголовное дело, так как не смогла найти, кого привлечь к ответственности.  На врача, который рассказал о деталях гибели Романа Бондаренко, Генеральная прокуратура завела уголовное дело.
В июле 2022 года по иску Генеральной прокуратуры Верховный суд пекратил деятельность ряда независимых профсоюзов. За несколько месяцев до этого были задержаны минимум 19 представителей независимых профсоюзов.